# Veličan Bešter
Avgust Veličan Bešter, slovenski fotograf in filmar, * 28. avgust 1891, Železniki, † 8. maj 1938, Ljubljana.
Osnovno šolo je obiskoval v Kropi, nato se je z družino preselil v Ljubljano in se šolal na realki, nato verjetno na dunajski fotografsko-slikarski šoli. Po vrnitvi je bil krajši čas zaposlen kot trgovski potnik pri ljubljanskem fotografu Ludviku Kremi, nato kot pomočnik pri kamniškem fotografu Francu Aparniku. Leta 1911 je na Dunaju obiskoval filmsko šolo. Leta 1914 je dobil uradno pooblastilo za opravljanje fotografske obrti in odprl lastni fotografski atelje na Križevniški ulici, po prvi svetovni vojni ga je preselil na Aleksandrovo cesto. Leta 1922 je kot prvi prejel obrtni list tudi za izdelavo filmov in ustanovil podjetje »Slovenija film, prva slovenska filmska tovarna Veličan Bešter, Atelje Helios, Ljubljana«, ki ga je kasneje preimenoval v »Ilirija film, Tvornica zabavnih, propagandnih in reklamnih (trik) filmov«. Dobil je še dovolilnico za potujoči kino, leta 1933 pa še pooblastilo za izvajanje svetlobne reklame, ki jih je predvajal iz posebej prirejenega avtomobila. Odprl je fotografski podružnici v Metliki in Ribnici ter od leta 1927 poučeval fotografijo na ljubljanski umetniški šoli Probuda. Leta 1934 je preselil svoj fotografski atelje na Čopovo cesto, leta 1937 pa atelje Helios na Židovsko ulico.
Kot poklicni fotograf je osredotočal predvsem na portretno fotografijo, o njegovi dokumentarni in arhitekturni fotografiji je manj znanega zaradi nenavajanja avtorstva. V dvajsetih letih je snemal filmske reportaže, pokrajinsko-propagandne in reklamne filme, risani in lutkovni film se nista ohranila. Njegov prvi film »Smučarska tekma za prvenstvo Jugoslavije v Planici pri Ratečah« (1922) so predvajali v ljubljanskem kinu Ideal. Po letu 1930 se je osredotočil na snemanje reklamnih filmov, ki večinoma niso ohranjeni. 
Z Beštrovo hčerjo je bil poročen umetnostni zgodovinar in konservator Marijan Zadnikar. 

## Filmografija
- Smučarska tekma za prvenstvo Jugoslavije v Planici pri Ratečah (1922)
- Prihod in sprejem kralja Aleksandra na Bledu (1922)
- Zadnja pot narodnih mučenikov v domovino (1923)
- Bešter in njegova družina na dvorišču ateljeja ter ljubljanski urarji v delavnici (1924)
- Kranj (1924)
- Motorne dirke na Ljubelj (1926–1930)
- Zdravilišče v Rogaški Slatini (1923 (ni ohranjen)
- Kongres narodnih noš ob vseslovanskem kongresu narodnih noš v Ljubljani (1932, ni ohranjen)
- Odkritje spominske plošče Rudolfu Lundru in Ivanu Adamiču v Ljubljani (1933, ni ohranjen)

### Fotogrami iz filmov
- Kralj Aleksander na Bledu (1922)
- Prekop judenburških žrtev (1922)
- Lovci na jelene v Mojstrani (1927/26)